# 祥云红土坡遗址
祥云红土坡遗址，位于中华人民共和国云南省大理白族自治州祥云县祥城镇红土坡，为西汉遗址。

## 特点
1987年2月，祥云烟厂复烤厂在祥云县城西北约2公里的红土坡进行基建时发现一大批石棺墓群。同年大理州文物管理所进行发掘，清理77座古墓，其中74座为石构墓葬，3座为火葬墓。石棺墓形制一般为竖穴土坑石棺墓。石棺用数块不规则的天然大石块板镶砌。葬式有二次葬、仰身直肢葬等。出土文物有山字格剑、铜牛、铜马、铜猪、铜羊、铜狗、铜鸡杖头、还有陶器。1988年12月28日，祥云县人民政府公布其为祥云县第三批文物保护单位。

## 图库

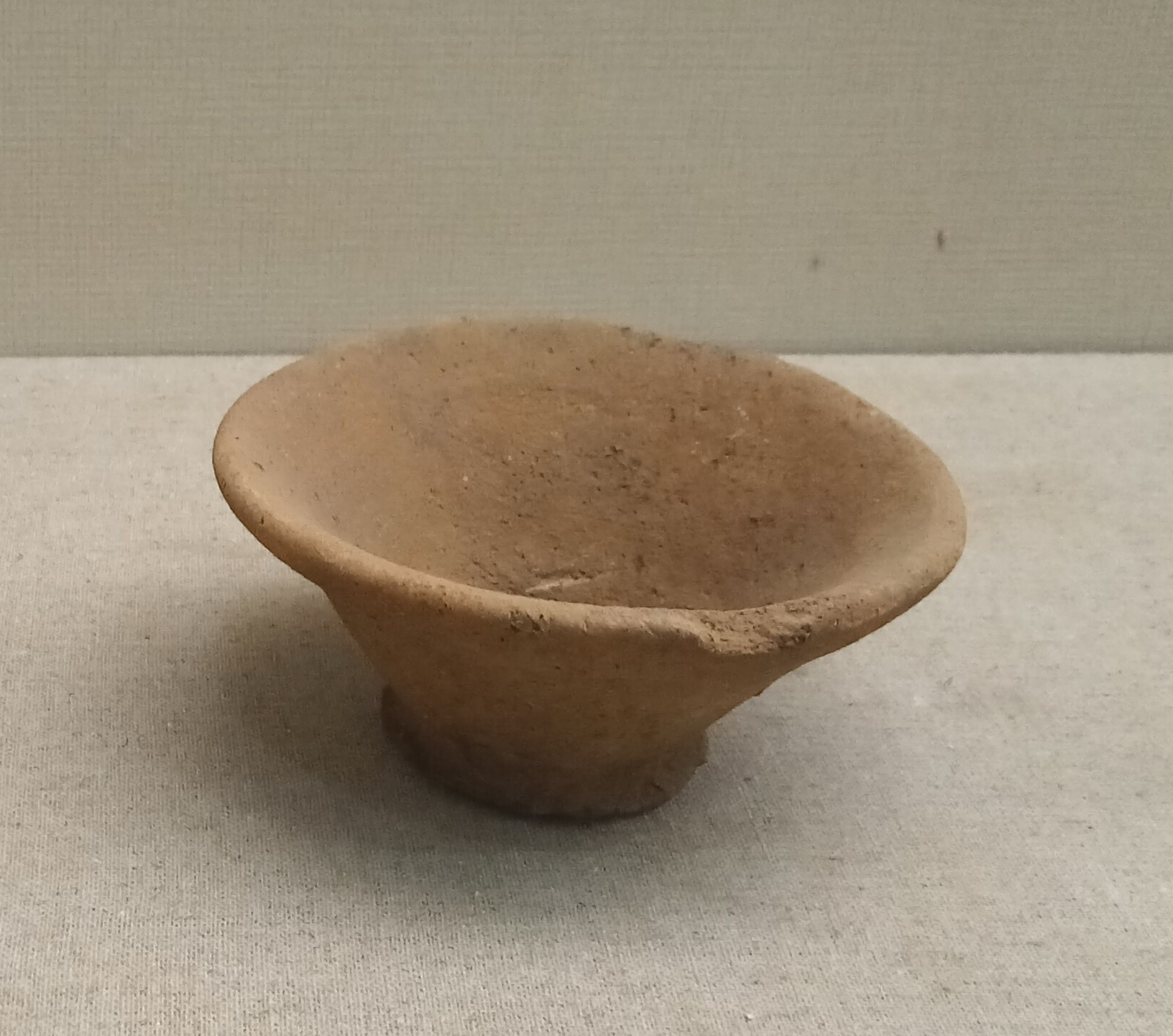
红陶碗，出土自祥云红土坡遗址，藏于大理州博物馆
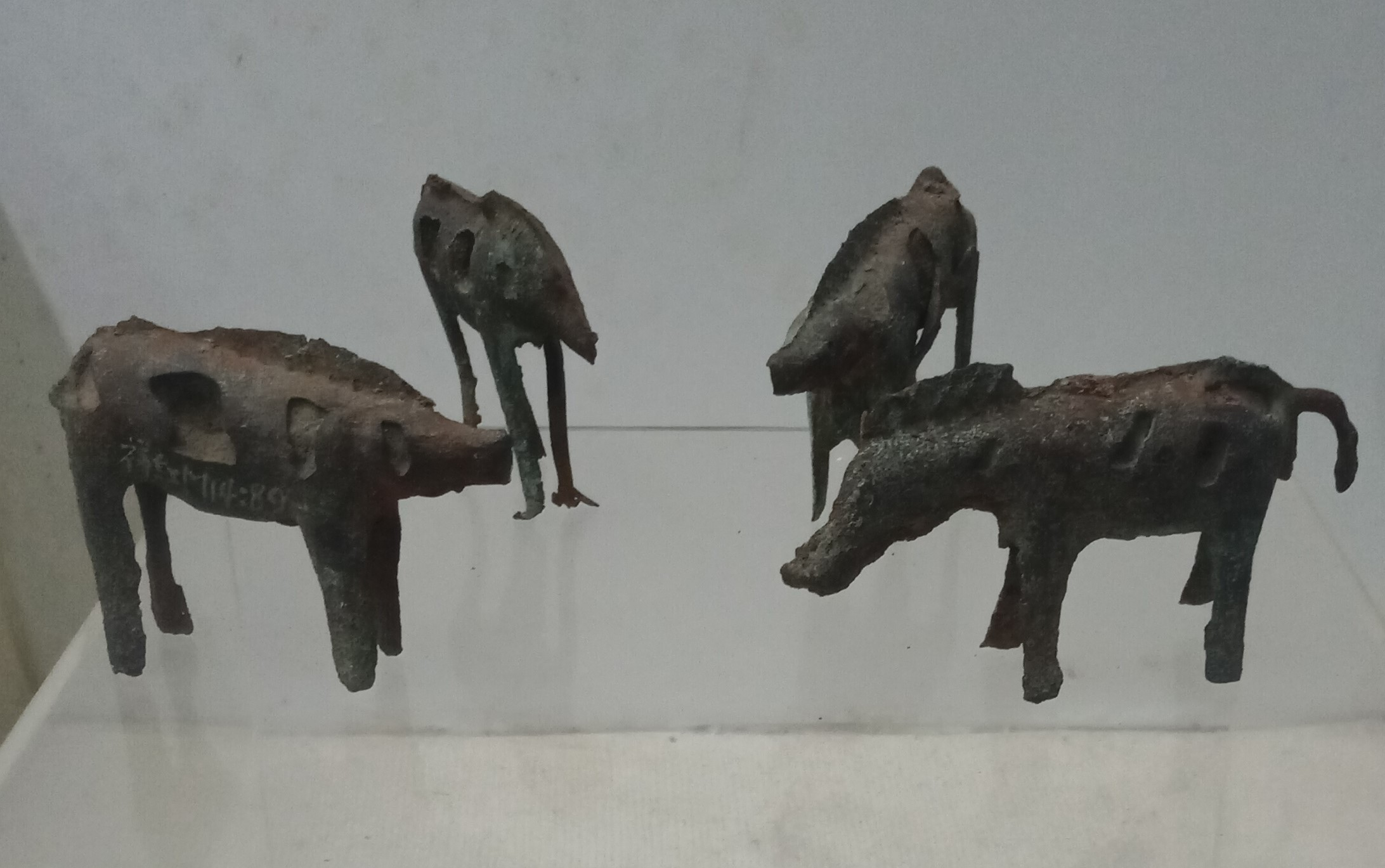
铜猪，出土自祥云红土坡遗址，藏于大理州博物馆
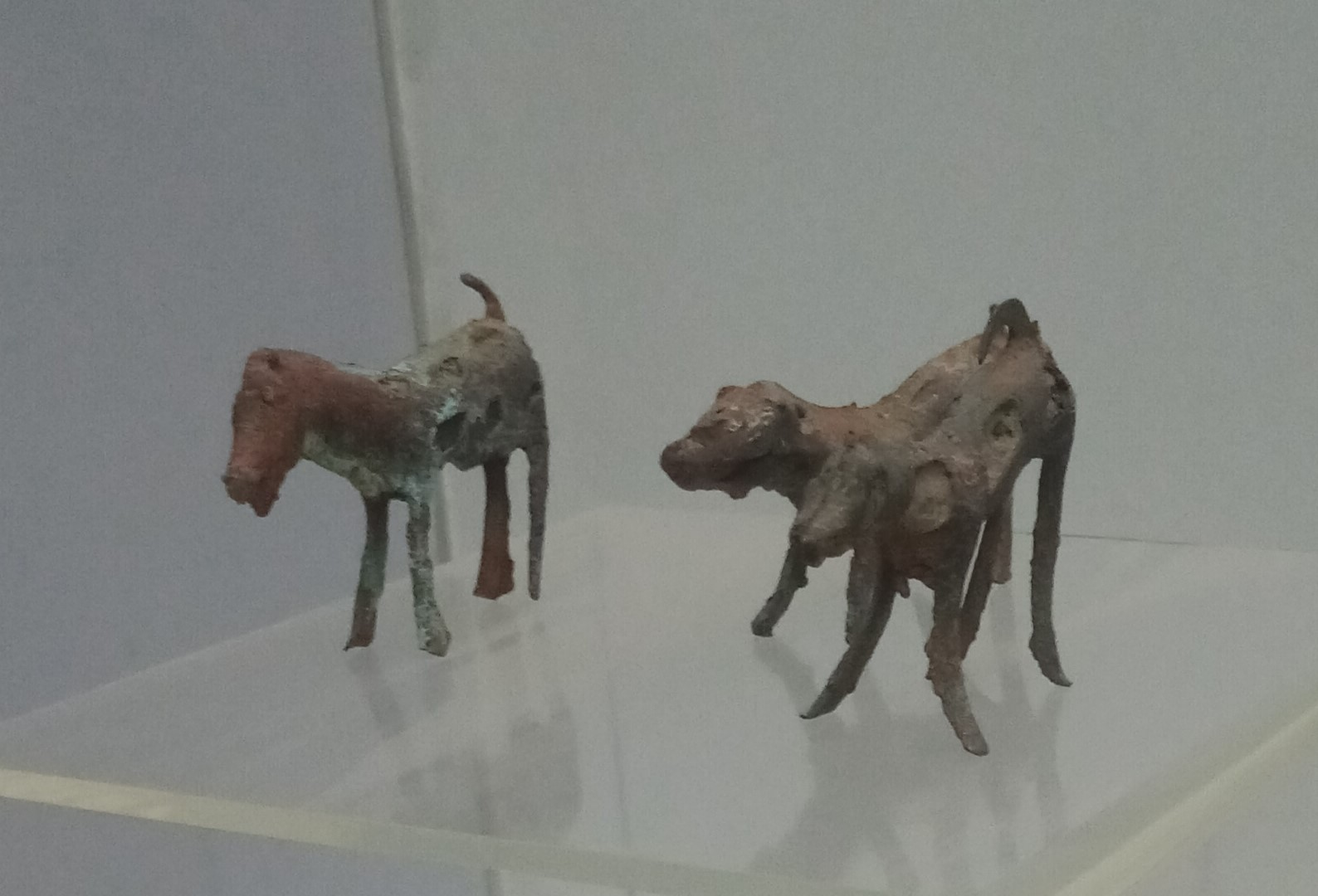
铜犬，出土自祥云红土坡遗址，藏于大理州博物馆
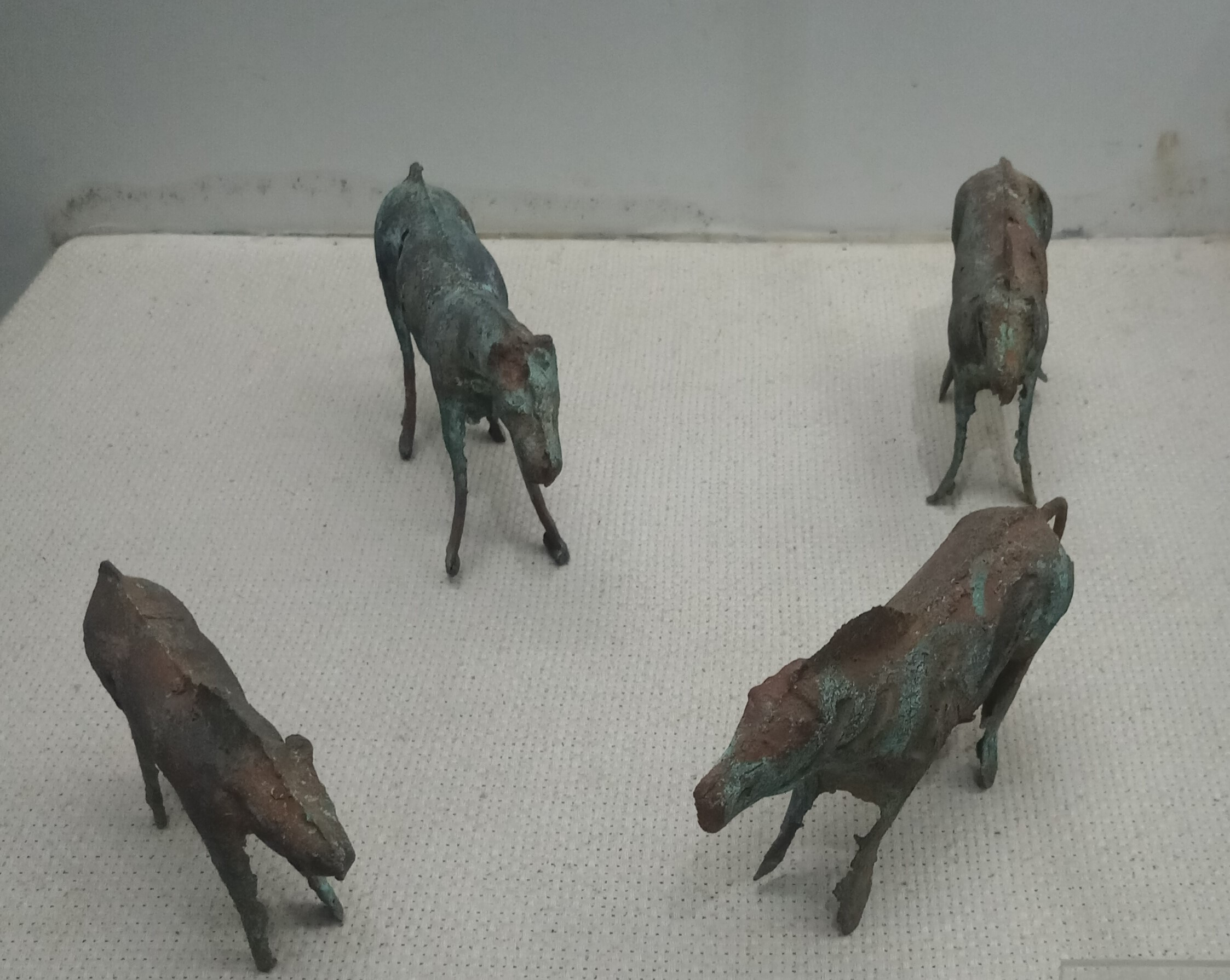
铜马，出土自祥云红土坡遗址，藏于大理州博物馆
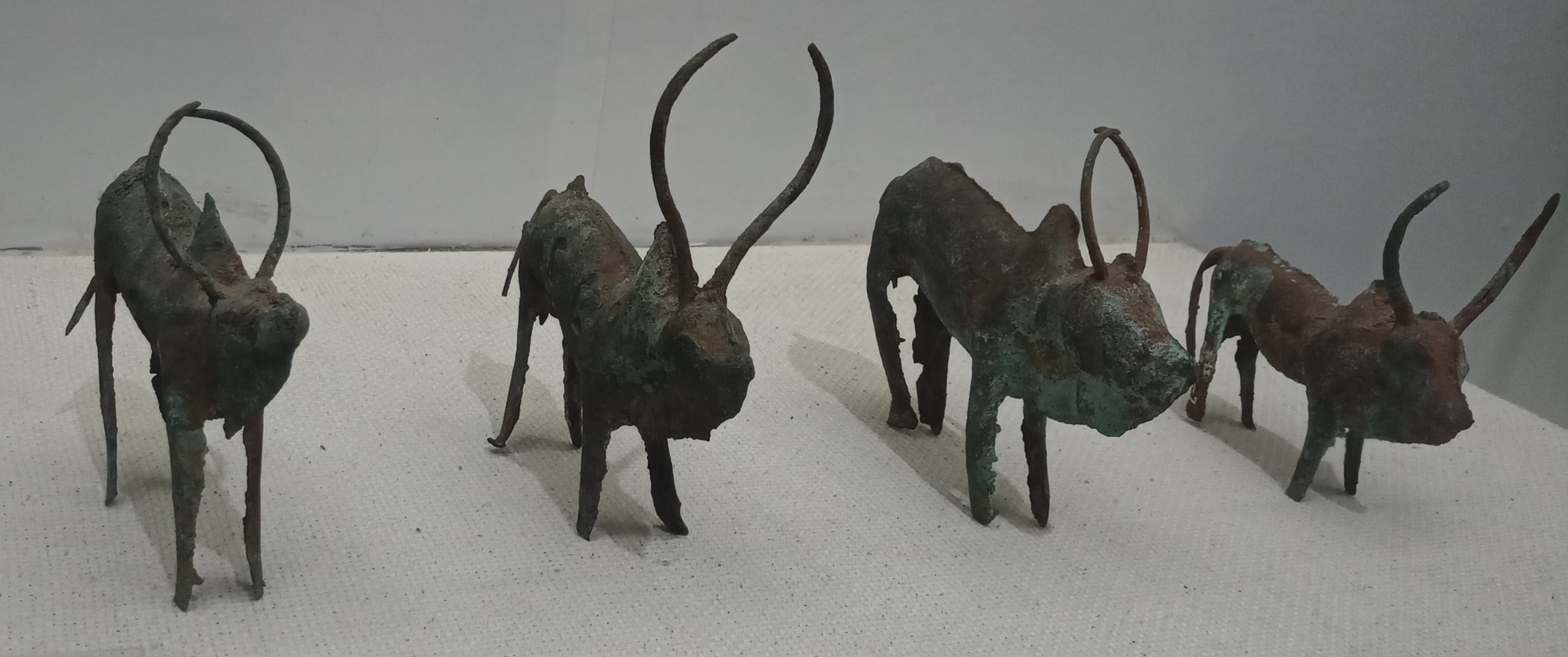
铜牛，出土自祥云红土坡遗址，藏于大理州博物馆
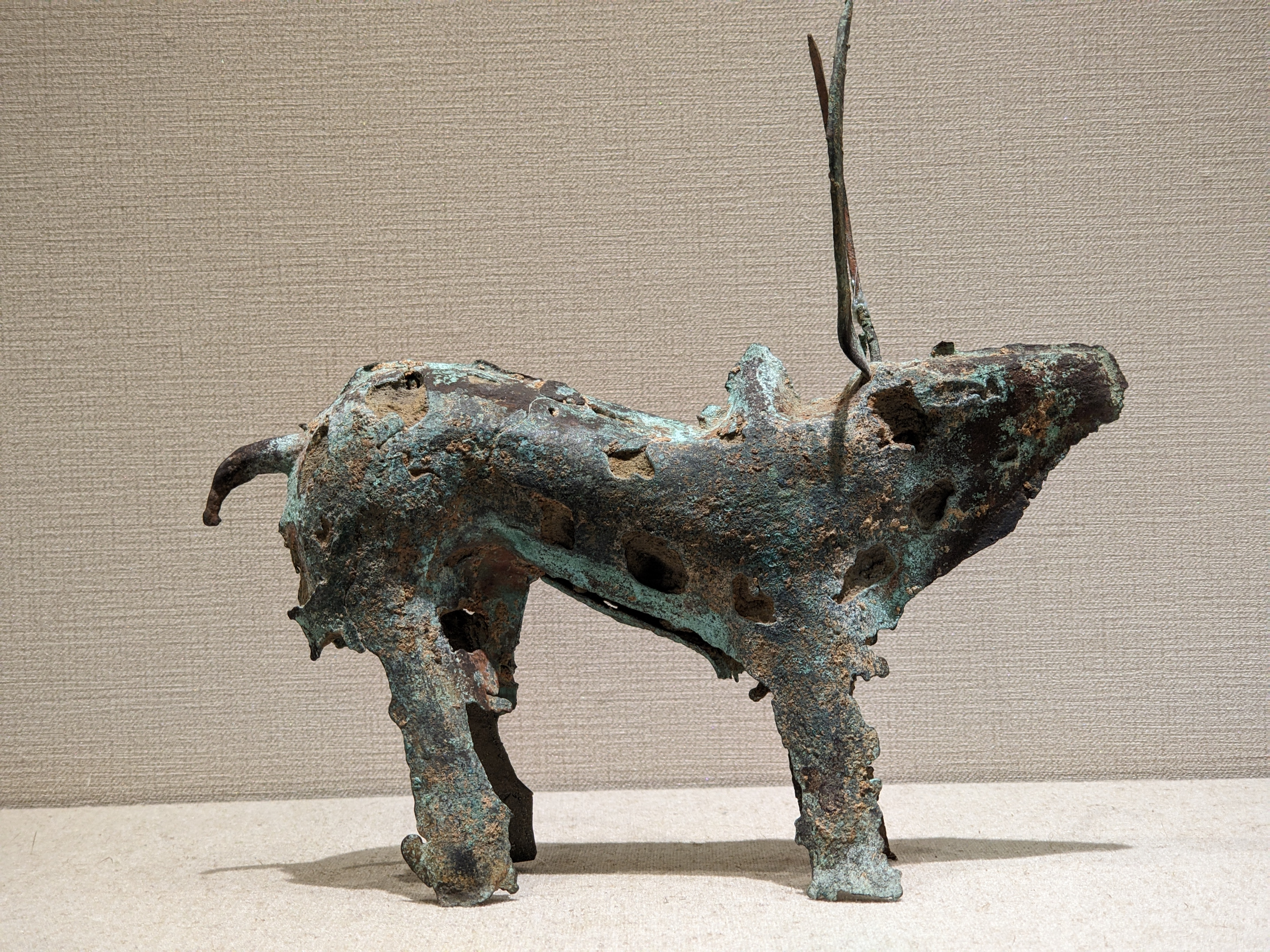
铜牛，出土自祥云红土坡遗址，藏于大理州博物馆
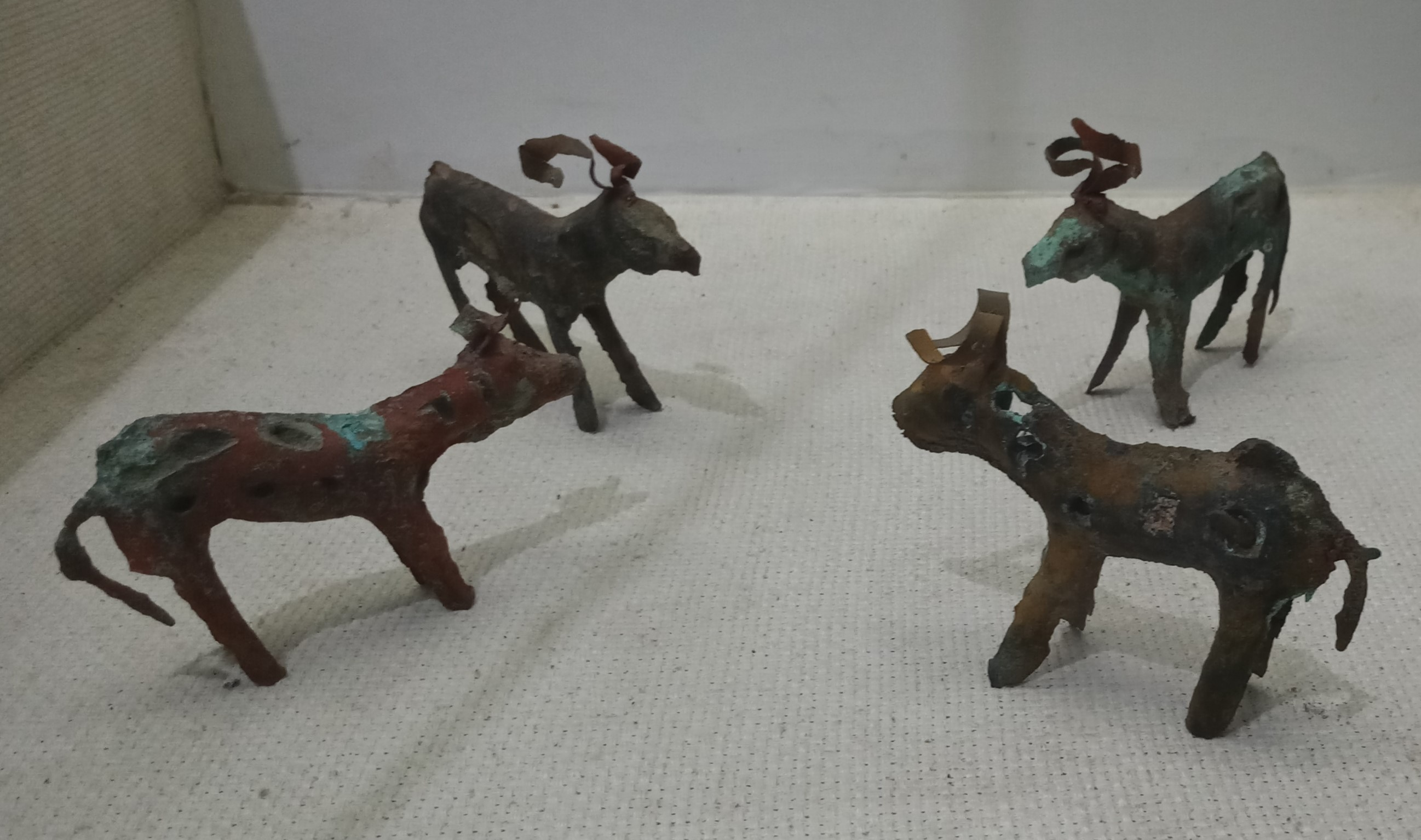
铜羊，出土自祥云红土坡遗址，藏于大理州博物馆
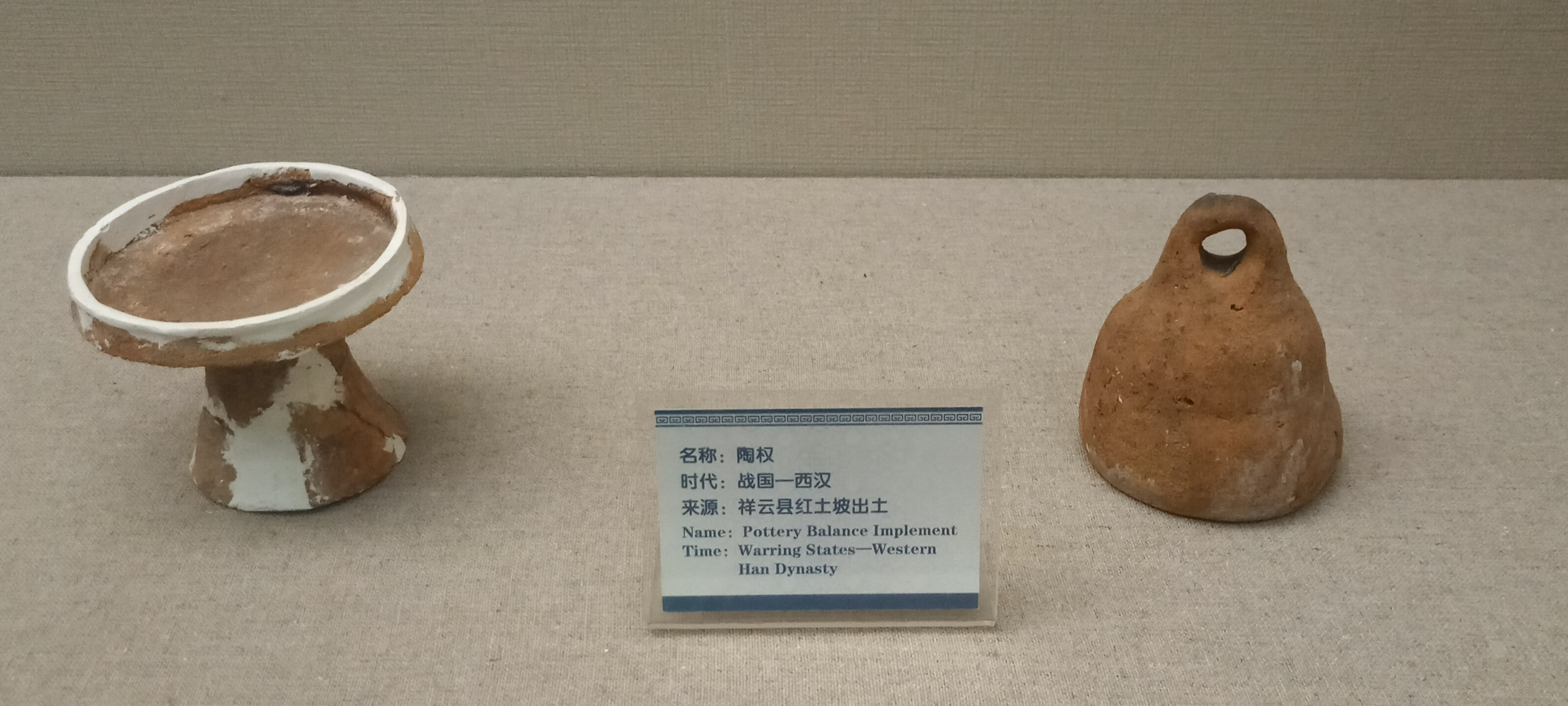
陶权，出土自祥云红土坡遗址，藏于大理州博物馆
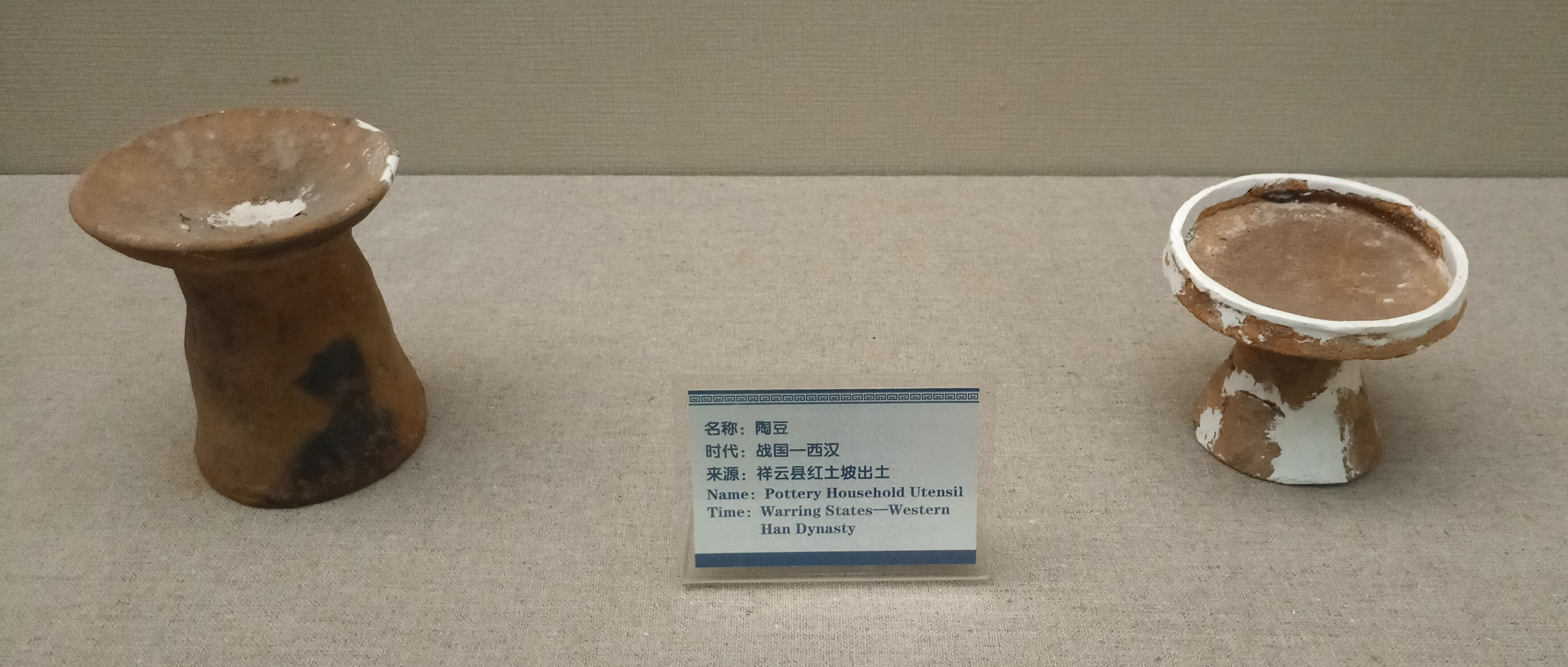
陶豆，出土自祥云红土坡遗址，藏于大理州博物馆
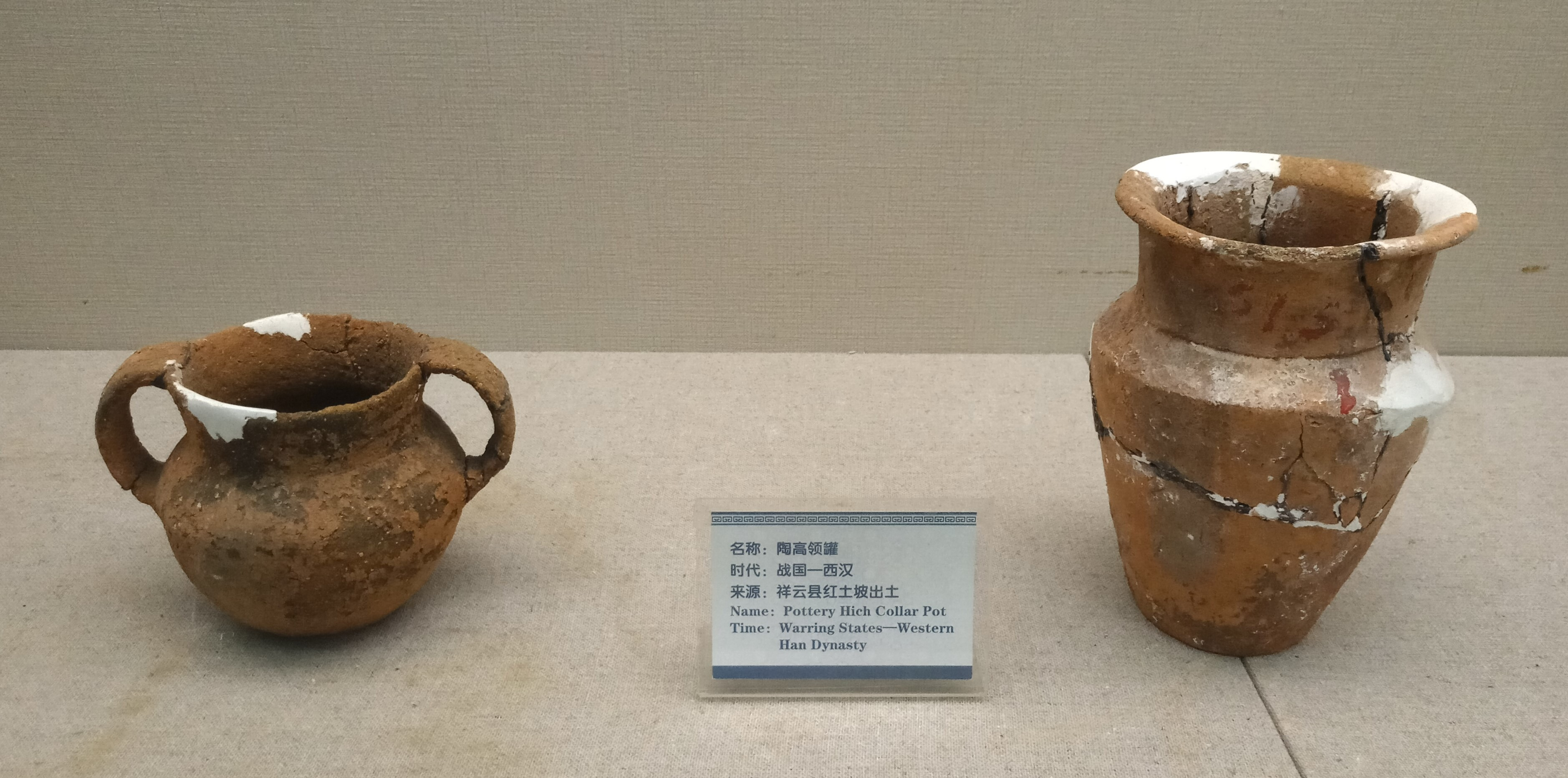
陶高领罐，出土自祥云红土坡遗址，藏于大理州博物馆
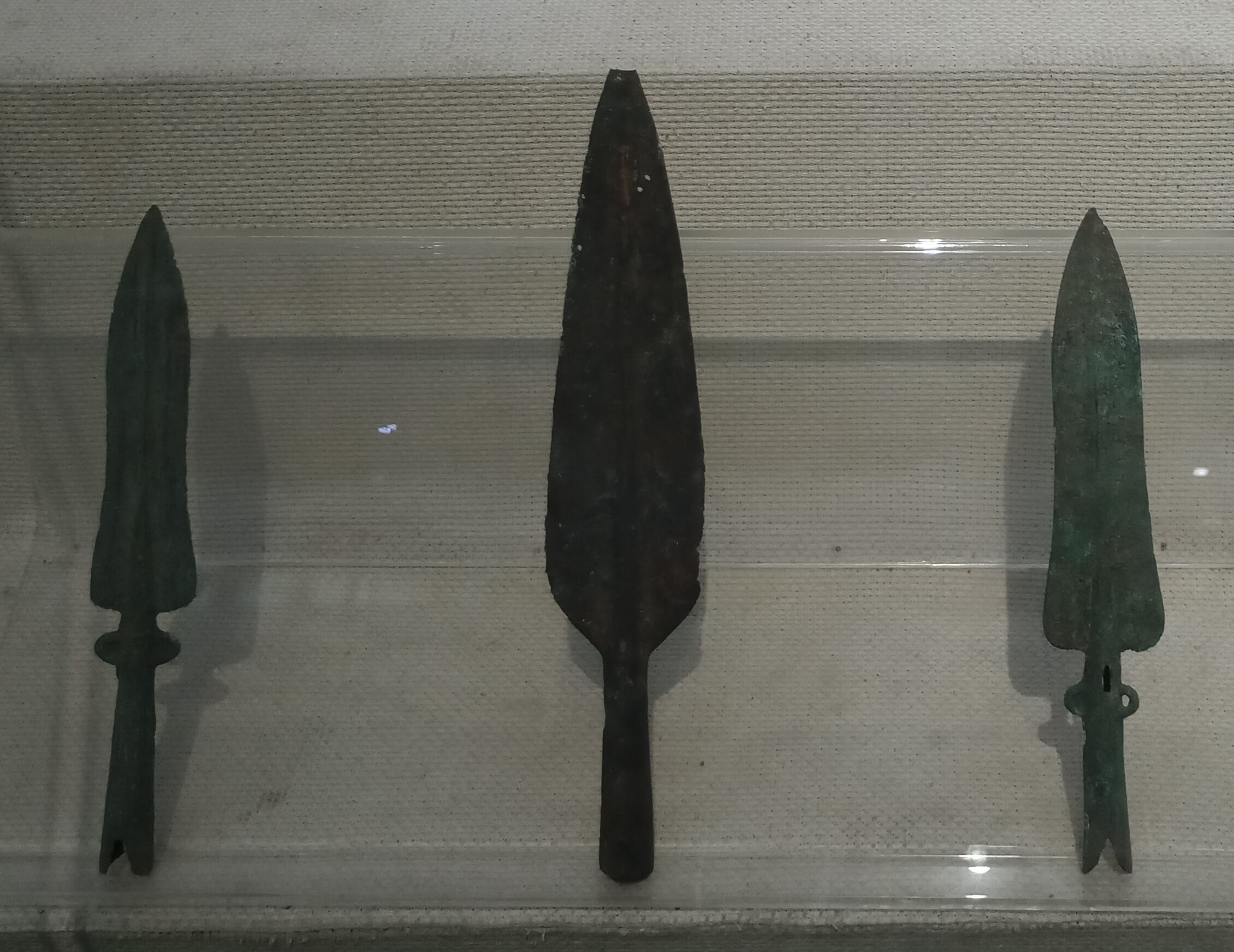
阔叶形铜矛，出土自祥云红土坡遗址，藏于大理州博物馆
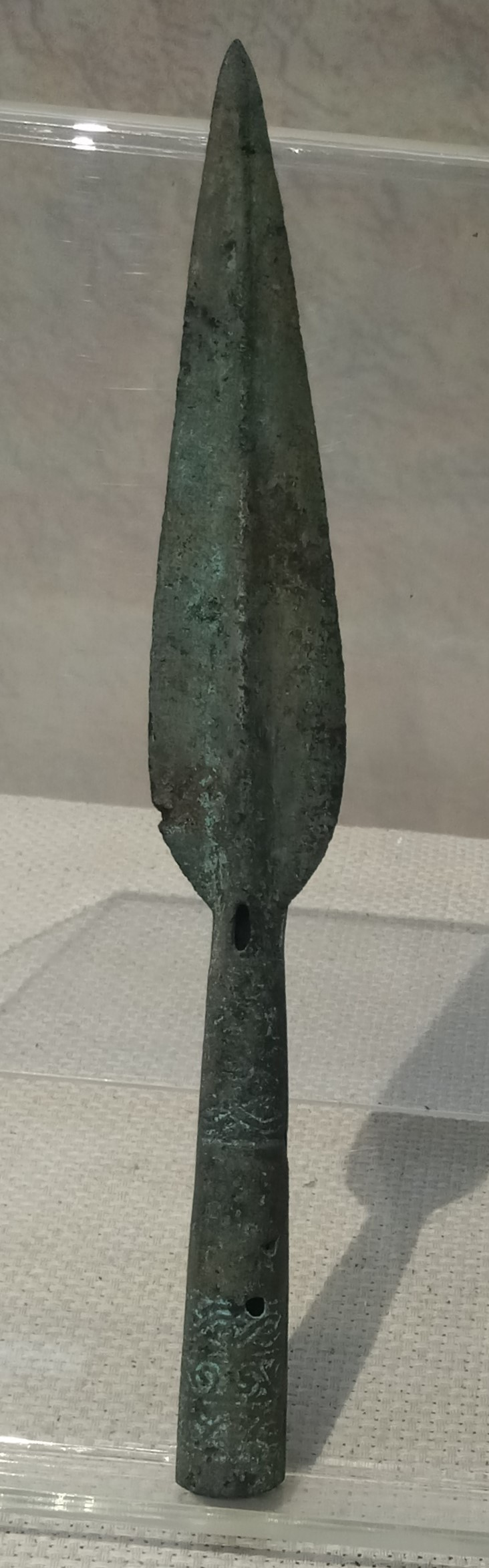
柳叶形铜矛，出土自祥云红土坡遗址，藏于大理州博物馆
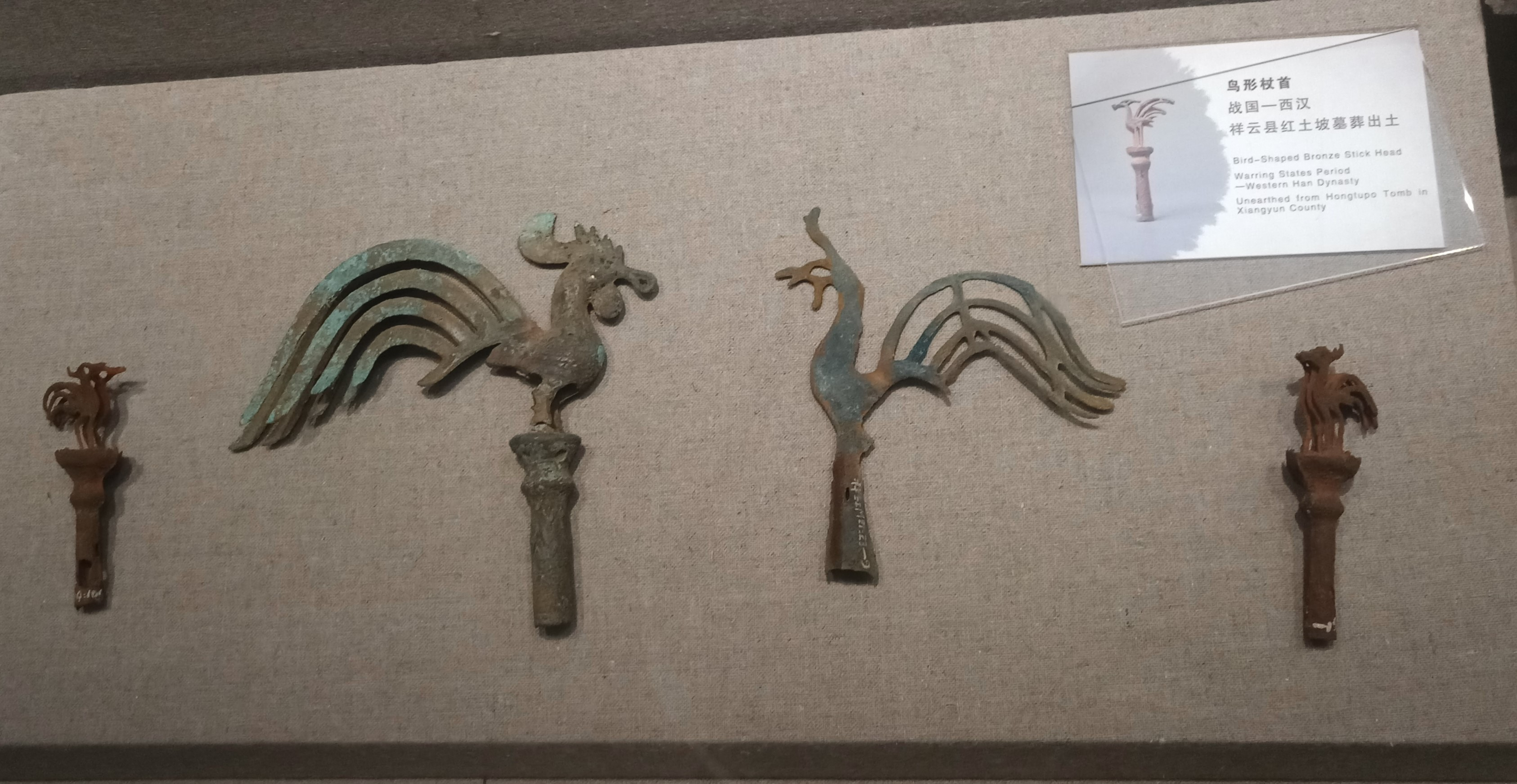
鸟形杖首，出土自祥云红土坡遗址，藏于大理州博物馆
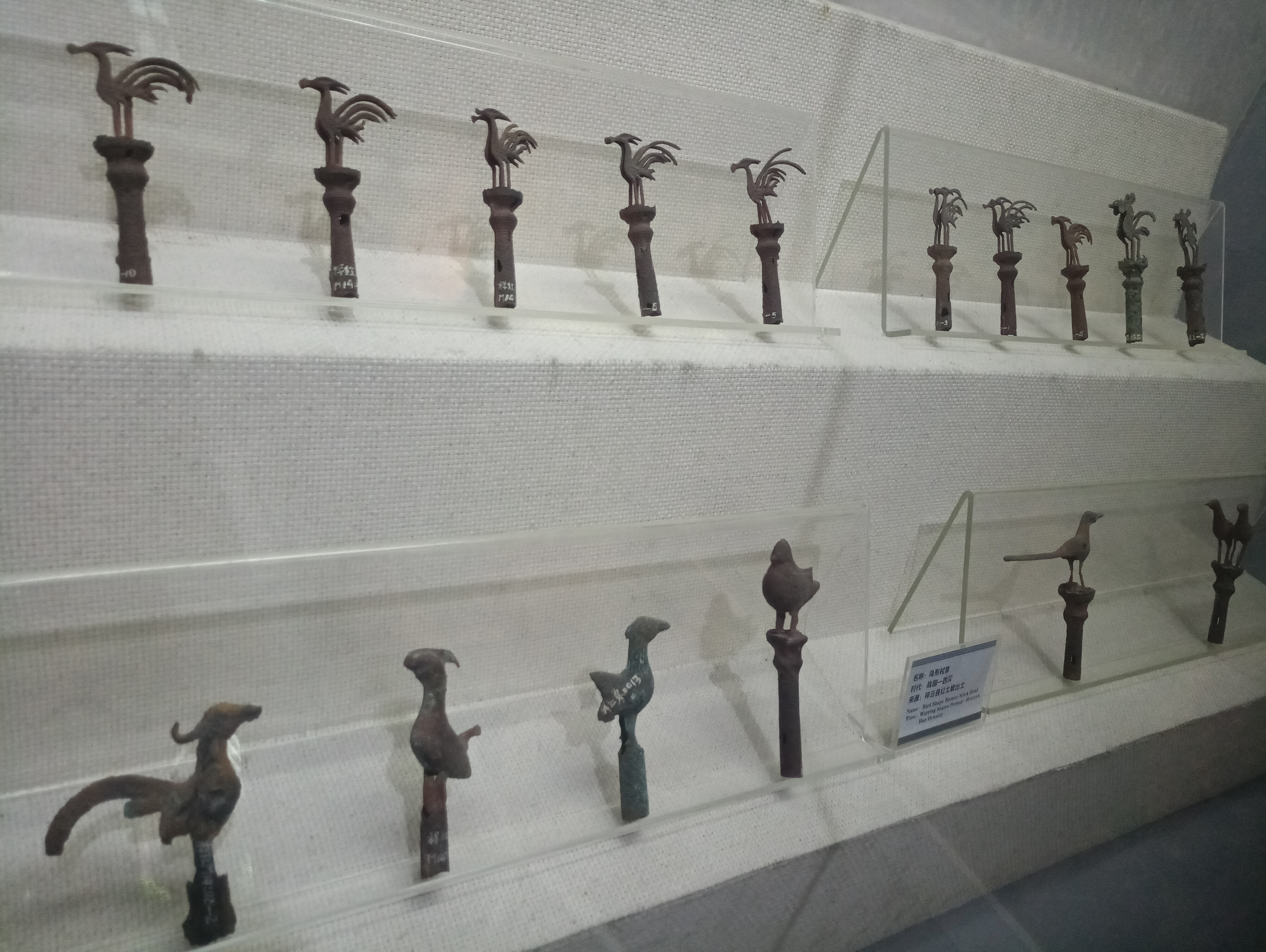
鸟形杖首，出土自祥云红土坡遗址，藏于大理州博物馆
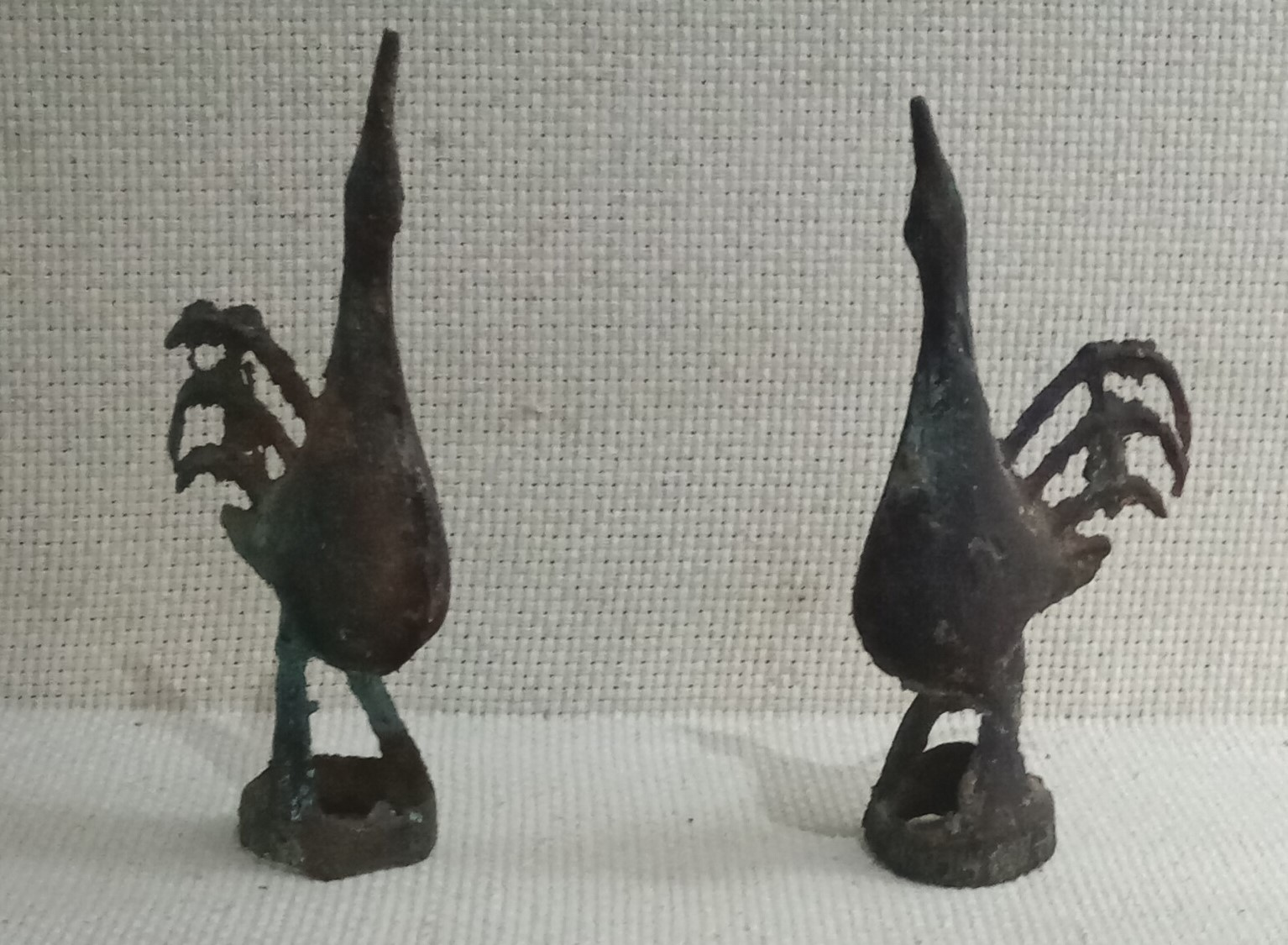
鱼鹰铜杖首，出土自祥云红土坡遗址，藏于大理州博物馆
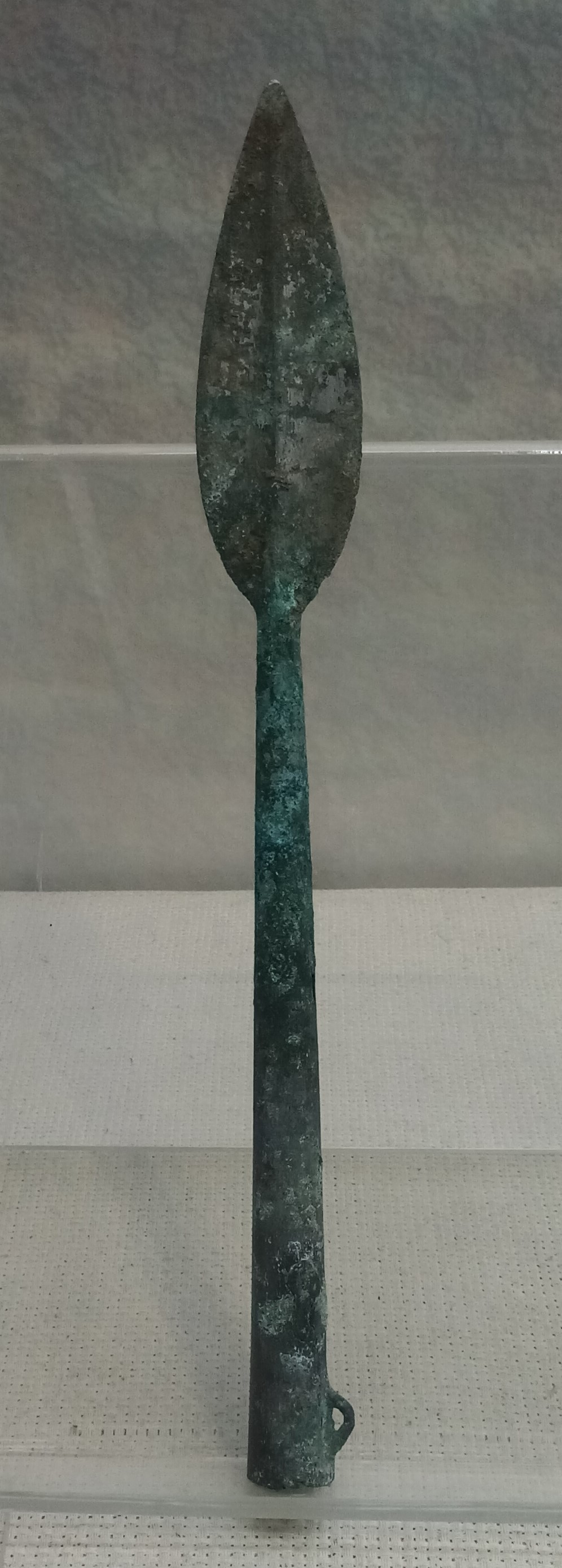
单耳柳叶形铜矛，出土自祥云红土坡遗址，藏于大理州博物馆
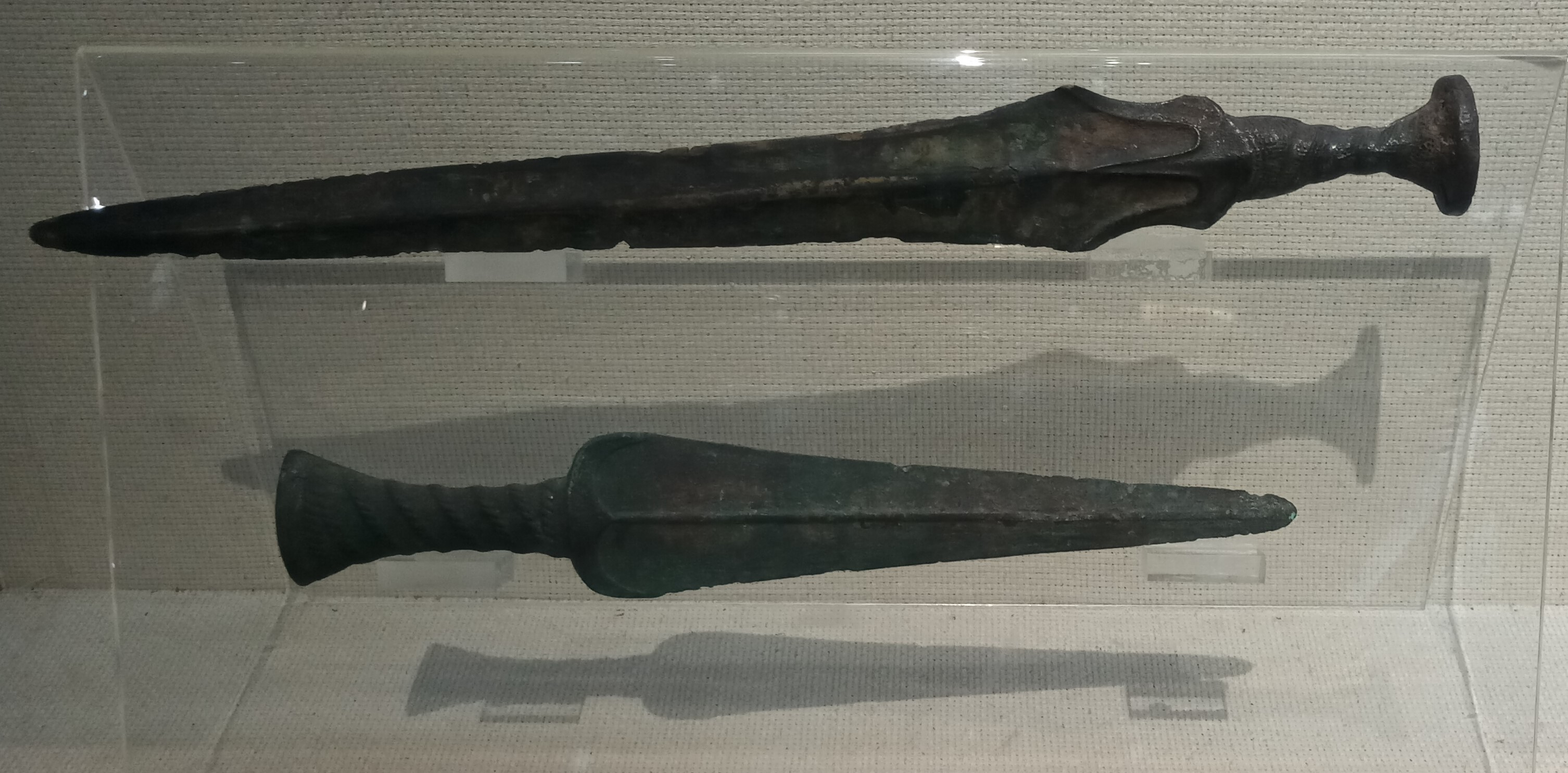
螺旋纹山字格铜剑，出土自祥云红土坡遗址，藏于大理州博物馆
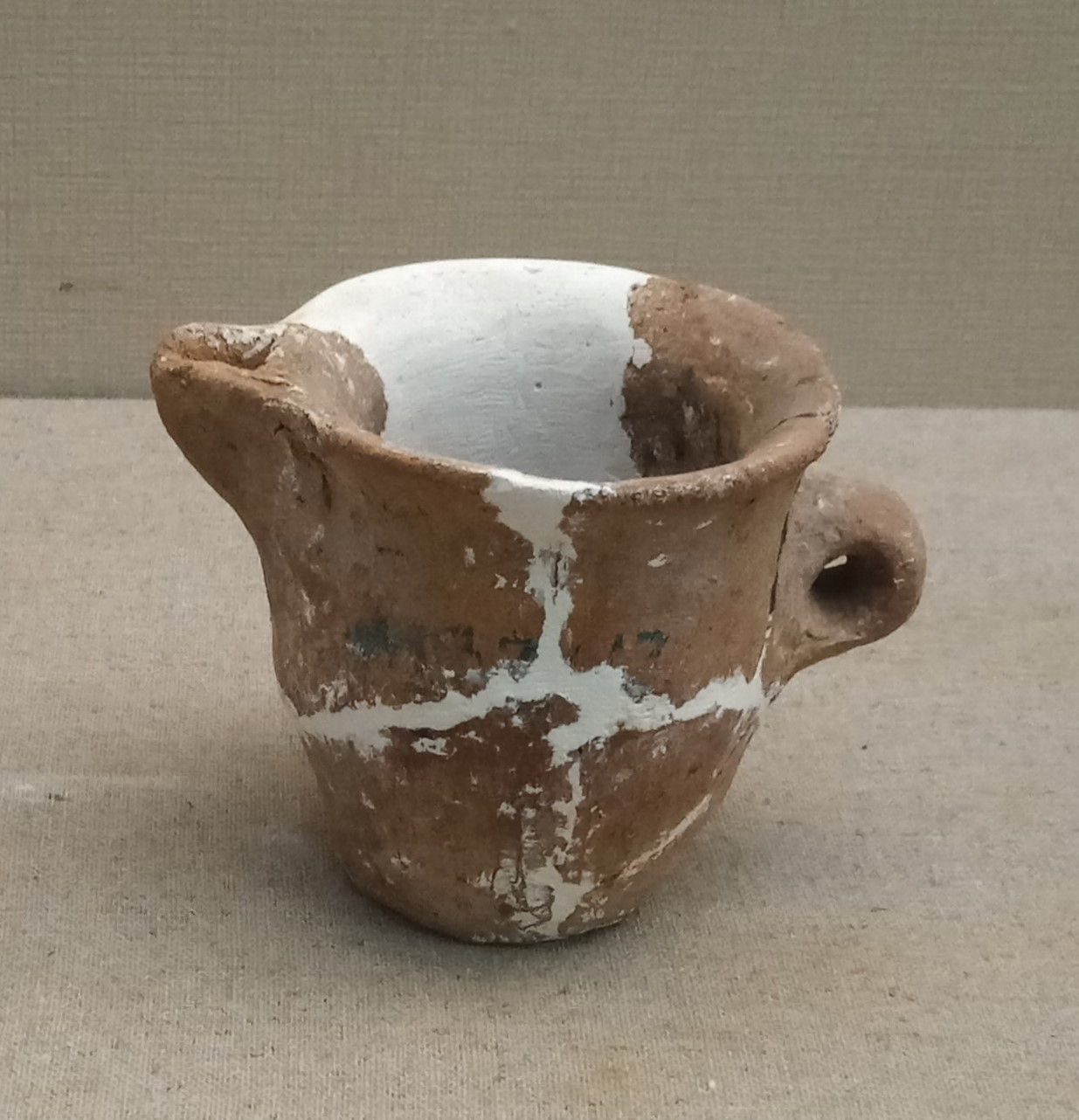
陶单耳带流杯，出土自祥云红土坡遗址，藏于大理州博物馆
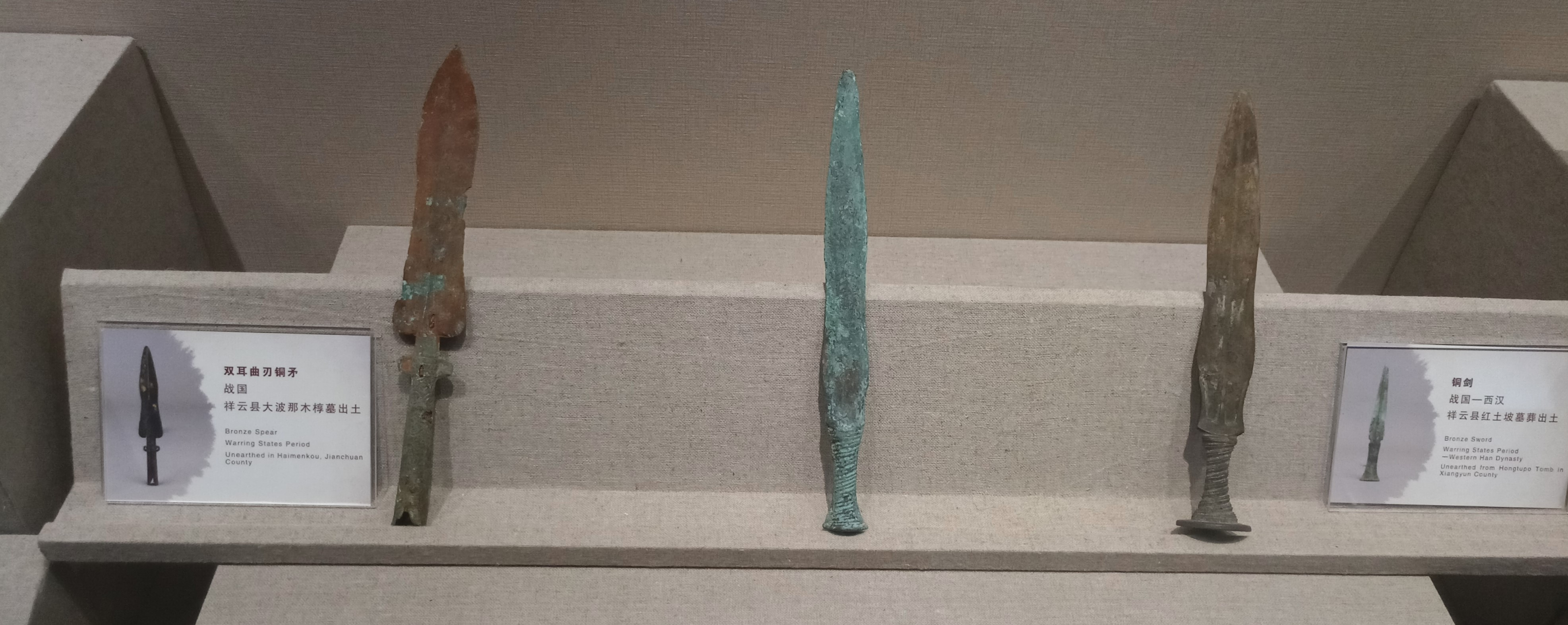
铜矛 铜剑，出土自祥云红土坡遗址，藏于大理州博物馆